# Lydia Cabrera
Lydia Cabrera (La Habana, Cuba, 20 de mayo de 1899-Miami, Florida, Estados Unidos, 19 de septiembre de 1991) fue una etnóloga, investigadora y narradora cubana. Sus estudios sobre la presencia y huellas de la cultura africana en la isla de Cuba en sus aspectos lingüísticos y antropológicos son de ineludible consulta.

## Biografía
Hija del historiador cubano Raimundo Cabrera. Se educó en La Habana. Así mismo, se inició en el folklore afrocubano. 
En 1913 comenzó a escribir la crónica social de la revista Cuba y América bajo el seudónimo de Nena.
En 1927 pasó a residir en París, donde publicó, traducidos al francés por Francis de Miomandre, sus Contes nègres de Cuba (París, Gallimard, 1936), basados en relatos oídos de viva voz, que constituyen tanto un aporte al conocimiento del folclore negro como una recreación poética. Es muy conocida la frase de Lydia Cabrera en la que expresa que descubrió a Cuba a orillas del Sena. Al parecer, los once años que pasó en París fueron decisivos para ahondar en sí misma y en sus objetivos profundos.
De regreso a Cuba continuó en esta labor que cada vez se fue alejando más de la ficción literaria para derivar hacia un estudio de la cultura afro-cubana, en sus aspectos lingüísticos y antropológicos.
Fue asesora de la Junta del Instituto Nacional de Cultura bajo la dictadura de Batista. Trabajos suyos fueron publicados en las revistas francesas Cahiers du Sud, Revue de Paris y Les Nouvelles Litteraires, y en las cubanas Revista Orígenes (1945-1954), Revista Bimestre Cubana (1947), Lyceum (1949), Lunes de Revolución, Bohemia.
Su libro Por qué... cuentos negros de Cuba fue también traducido al francés por Francis de Miomandre (París, Gallimard, 1954). En El Monte (1954) se dedica por completo a estudiar los orígenes de la Santería, nacida de la mezcla de las deidades de Yoruba con los santos católicos. Anago:Vocabulario Lucumi, es un estudio del lenguaje Lucumi y su adaptación al español.
En 1955 publicó su recopilación de Refranes de negros viejos (La Habana, Eds. CR, 1955). Al triunfo de la Revolución se marchó del país.
En sus primeros libros etnológicos, publicados entre 1954 y 1958, comenzando con El Monte; la autora recoge los más importantes fundamentos antropológicos, religiosos y culturales del legado afrocubano. Para ello tiene que ganarse la confianza de sus informantes, los cuales guardan celosamente el secreto de sus rituales, mitos y costumbres. Por otra parte tuvo que desarrollar una profunda investigación de campo que la llevó a moverse por numerosos pueblos y ciudades, sobre todo de La Habana, Trinidad, Las Villas y Matanzas. Para ella, lo importante consistía en desentrañar "la huella profunda y viva que dejaron en esta isla, los conceptos mágicos y religiosos, las creencias y prácticas de los negros importados de África durante varios siglos de trata ininterrumpida". 

## Trayectoria académica
Fue portavoz de la cultura afrocubana, se convierte en una fiel rescatadora de todas las creencias y prácticas religiosas presentes en Cuba.
En su infancia no pudo ir a la escuela por problemas de enfermedad y en la casa es educada libremente por tutores. El bachillerato también transcurre en su hogar y posteriormente toma cursos de postgrado.
En 1927 viaja a París, estudia en l'École du Louvre  en la que se gradúa tres años más tarde. Lydia comienza a investigar para sus escritos en 1928 y después de dos meses en Cuba regresa a París, y comienza a escribir cuentos negros, que aparecen publicados en Cahiers du Sud, Revue de Paris, y Les Nouvelles Littéraires. Estos son traducidos al francés, y la editorial Gallimard los publica en París, en 1936, bajo el nombre de Contes nègres de Cuba. En 1940, se publica a primera edición en español de Cuentos negros de Cuba. En 1930, en una visita que Federico García Lorca realizó a Cuba, Lydia condujo al poeta a una ceremonia secreta afrocubana que lo fascinó.
Por su dedicación a su trabajo se ganó la confianza de los afrocubanos, lo que le permitió en 1950 recorrer todo el país y recopilar mucha información sobre rituales y mitos que eran conocidos por pocos. Su libro El Monte es considerado una biblia de las religiones afrocubanas.
Sus relatos abordan diversos temas: el origen del universo africano, animales personificados, los dioses africanos, los animales y las plantas, su destino y quehacer en la vida.
Lydia Cabrera murió el 19 de septiembre de 1991, a los noventa y dos años de edad.

## Revistas cubanas donde realizó sus publicaciones
- Orígenes 1945-1954
- Revista Bimestre Cubana 1947
- Lyceum 1949
- Lunes de Revolución y Bohemia.
- En 1942 publicó una traducción suya de Cahier d'un retour au pays natal, de Aimé Césaire (Regreso al país natal), ilustrada con dibujos de Wifredo Lam.[3]